# Институт по океанография „Скрипс“
Институтът по океанография „Скрипс“ (на английски: Scripps Institution of Oceanography), понякога наричан просто Скрипс, се намира в кв. Ла Хоя, гр. Сан Диего, Калифорния. Създаден е през 1903 г. Днес се води като независим институт към Калифорнийски университет - Сан Диего.
Той е сред най-старите и най-големите центрове за изследване на Земята, атмосферата и океаните. Изследванията се извършват с водоплавателни съдове и в наземни лаборатории. Институтът предлага докторски степени по морска биология, океанография и по науки за Земята.

## Снимки
- Сграда в Скрипс в ранната утрин
- Сграда на Скрипс
- Скрипс, в далечината се вижда кеят
- Кеят на Скрипс в утринната мъгла